# Ost-Ausschuss der Deutschen Wirtschaft
Der Ost-Ausschuss der Deutschen Wirtschaft (OA) ist ein deutscher Außenwirtschaftsverband zur Förderung der wirtschaftlichen Beziehungen zwischen Deutschland und den Staaten Mittel- und Osteuropas, Südosteuropas, des Südkaukasus und Zentralasiens.
Zu den knapp 400 Mitgliedsunternehmen zählen Großunternehmen wie BASF, Deutsche Bank, Deutsche Bahn, Linde, Siemens, Commerzbank oder Heidelberg Materials, aber auch Familienunternehmen wie Kirchhoff Automotive oder Claas. Der OA wird zudem von sechs Spitzenverbänden der deutschen Wirtschaft getragen, darunter der Bundesverband der Deutschen Industrie und die Deutsche Industrie- und Handelskammer.

## Geschichte
Der Ost-Ausschuss der Deutschen Wirtschaft wurde 1952 als Regionalinitiative der Deutschen Wirtschaft gegründet. Seine heutige Struktur erhielt der OA im Mai 2018 durch die Verschmelzung mit dem Osteuropaverein der Deutschen Wirtschaft (gegründet 1989). Von Mai 2018 bis Juni 2020 hieß der Verein Ost-Ausschuss – Osteuropaverein der Deutschen Wirtschaft, im Juni 2020 erhielt er wieder den Namen seines älteren Vorgängervereins.

### Ost-Ausschuss der Deutschen Wirtschaft
Der Ost-Ausschuss der Deutschen Wirtschaft war die erste Regionalinitiative der Wirtschaft der Bundesrepublik Deutschland. Der Ost-Ausschuss wurde 1952 auf Anregung von Bundeswirtschaftsminister Ludwig Erhard von wirtschaftspolitischen Spitzenverbänden wie dem BDI, dem DIHK, dem Bankenverband und dem BGA gegründet. Hauptaufgabe war die Vertretung und Unterstützung der westdeutschen Wirtschaft in der Sowjetunion und in den durch sie kontrollierten RGW-Staaten. Bis zur Gründung des Asien-Pazifik Ausschusses (APA) war der Ost-Ausschuss auch für China, die Mongolei, Vietnam und Nordkorea zuständig. Erster Vorsitzender des Ost-Ausschusses war Hans Reuter (1952–1955). Er wurde abgelöst von Otto Wolff von Amerongen, der den Ost-Ausschuss von 1955 bis zum Jahr 2000 leitete. In die Amtszeit von Wolff von Amerongen fielen der Abschluss der ersten Handelsverträge der Bundesrepublik mit Rumänien (1956), China (1957) und der Sowjetunion (1958), sowie ab 1970 die Erdgas-Röhren-Geschäfte mit der Sowjetunion. Nachfolger Wolff von Amerongens waren Klaus Mangold (2000–2010), Eckhard Cordes (2010–2015), Wolfgang Büchele (2015–2018) und Oliver Hermes (2018–2022). Seit 2023 ist Cathrina Claas-Mühlhäuser die Vorsitzende des Verbands.

### Osteuropaverein der deutschen Wirtschaft
Der Osteuropaverein der deutschen Wirtschaft wurde am 20. November 1989 von westdeutschen Kaufleuten in Berlin und Hamburg gegründet. Er übernahm dabei Strukturen und Mitglieder des Handelsvereins als Vorgängerorganisation. Der 1968 in Bremen gegründete Handelsverein hatte es sich zur Aufgabe gemacht, westdeutschen Unternehmen den wirtschaftlichen Austausch mit Ländern des Rats für gegenseitige Wirtschaftshilfe zu erleichtern. Nach dem Fall der Berliner Mauer ging im November 1989 unter der Führung des Berlin-Beauftragten der deutschen Wirtschaft Henner Geldmacher und des späteren Präsidenten der Treuhandanstalt Detlev Rohwedder aus dieser Organisation der Osteuropa-Verein hervor.
Der Verein benannte sich später in Ost- und Mitteleuropa Verein (OMV) um, bis er 2014 zu seinem ersten Namen zurückkehrte.

### Beziehungen zu Russland
Der Ost-Ausschuss setzte sich seit dem Zusammenbruch der Sowjetunion und auch nach der russischen Annexion der Krim 2014 stark für vertiefte wirtschaftliche Beziehungen mit Russland ein. Unter anderem forderte sein Vorsitzender Wolfgang Büchele 2016 während der russischen Intervention in Syrien ein Ende der Wirtschaftssanktionen gegen Russland, und der Ost-Ausschuss war ein starker Unterstützer des Projekts Nord Stream 2 zum Bau einer weiteren Gaspipeline zwischen Deutschland und Russland. Der Ost-Ausschuss und seine Mitglieder vertraten auch an der jährlichen Münchner Sicherheitskonferenz jeweils russlandfreundliche Positionen, und der Verein organisierte bis 2022 ein sehr begehrtes jährliches Treffen deutscher Wirtschaftsführer mit Präsident Putin. Nach der russischen Invasion der Ukraine 2022 bekannte sich der Ost-Ausschuss indes zu den danach ergriffenen westlichen Sanktionen und verurteilte die Invasion. Der Ost-Ausschuss positionierte sich in einer Pressemitteilung gegen Visa-Beschränkungen für russische Staatsbürger und begrüßte, dass die EU weiterhin Sektoren wie das Gesundheitswesen und die Landwirtschaft von Sanktionen ausgenommen habe.

## Aufgaben
Der Ost-Ausschuss der Deutschen Wirtschaft ist die Regionalinitiative der deutschen Wirtschaft für 29 Länder in Mittel- und Osteuropa, Südosteuropa, im Südkaukasus und Zentralasien. Der Ost-Ausschuss steht seinen Mitgliedsunternehmen zur Flankierung von Projekten, zur Vermittlung von Kontakten sowie für Fragen zum Markteinstieg zur Verfügung. Der Verein finanziert sich durch Mitgliedsbeiträge und ist politisch unabhängig, kooperiert aber sehr eng mit der Bundesregierung und steht im regelmäßigen Austausch mit den Regierungen seiner 29 Partnerländer. Zu seinen wirtschaftspolitischen Zielen gehört der Abbau von Handels-, Investitions- und Visaschranken, die Förderung von Rechtssicherheit und Compliance, transparente Ausschreibungsbedingungen, die generelle Verbesserung der Arbeitsbedingungen der deutschen Unternehmen in den Partnerländern sowie die Erweiterung der Europäischen Union um die sechs Länder des Westlichen Balkans, die Ukraine, Moldau und perspektivisch Georgien. Der Verein bemüht sich zudem um einen praktischen Erfahrungsaustausch unter seinen Mitgliedsunternehmen. Der Verband vertritt die Interessen der deutschen Wirtschaft in zahlreichen bilateralen Arbeitsgruppen, organisiert Delegationsreisen und Konferenzen. Zu den Gremien des Verbandes gehören Arbeitskreise zu Ländern und Regionen (Mittelosteuropa, Südkaukasus, Südosteuropa, Ukraine und Zentralasien) sowie die Betreuung von Schwerpunktthemen (Fachkräftesicherung, Gesundheitswirtschaft, Logistik/Verkehrsinfrastruktur).
Der Verein veröffentlicht den monatlich erscheinenden ‚Newsletter‘, OA-Updates zu Ukraine Recovery und zu Sanktionen sowie das jährlich erscheinende ‚Mittel- und Osteuropa Jahrbuch‘. Außerdem führt er Konferenzen, Seminare und Unternehmerreisen durch. Neben kleineren Veranstaltungen werden jedes Jahr zwei große Mitgliederevents organisiert: Neujahrsempfang (Januar/Februar) und Jahresveranstaltung mit Mitgliederversammlung (Sommer). Zu den Gästen der Veranstaltungen gehören neben Vertretern der Mitgliedsunternehmen auch Mitglieder der Bundesregierung und des Deutschen Bundestags sowie Präsidenten, Ministerpräsidenten, Minister und Botschafter der Gastländer.

## Projekte
1. Service Desk Ukraine (seit August 2022): Vernetzt deutsche und europäische Unternehmen sowie Wirtschaftsverbände mit ukrainischen Partnern, um wirtschaftliche Soforthilfe zu leisten und den Wiederaufbau in der Ukraine zu fördern[18][19].
2. Zoran Djindjic Stipendienprogramm (seit 2003): fördert den Austausch und die Ausbildung junger Fachkräfte aus den Ländern des Westlichen Balkans und trägt zur Entwicklung von Wirtschaftsbeziehungen bei[20].
3. Unternehmensplattform Grüne Transformation: Unterstützt die grüne Transformation und CO2-Reduktion in Osteuropa und Zentralasien, indem sie Projekte identifiziert, Geschäftschancen für deutsche Unternehmen fördert und den Kontakt zwischen potenziellen Partnern herstellt.
4. Harmonisierung der technischen Reglements mit ausgewählten Ländern Zentralasiens (seit November 2021): Fördert die Standardisierung technischer Vorschriften zur Erleichterung des Handels und der Zusammenarbeit.
5. Kontaktstelle Mittelstand (seit 2013): Ursprünglich zur Unterstützung deutscher mittelständischer Unternehmen in der Russischen Föderation gegründet, hat sich der Fokus aufgrund des Krieges in der Ukraine verändert. Die Kontaktstelle bietet nun Informationen und Unterstützung im Umgang mit Sanktionen, russischen Gegenmaßnahmen und den sich ändernden rechtlichen Rahmenbedingungen.

## Organisation
Der Verein betreibt eine Geschäftsstelle in Berlin und hat eine Außenstelle in Hamburg. Die Ausrichtung der Verbandsaktivitäten wird vom Vorstand und Präsidium und von der Mitgliederversammlung bestimmt. Ehrenamtlicher Vorsitzender des neunköpfigen Vorstands war von September 2019 bis Mai 2022 Oliver Hermes. Schatzmeister ist satzungsgemäß der jeweilige BDI-Hauptgeschäftsführer. Dem Vorstand zur Seite steht ein Präsidium, das aus rund 30 Vertretern wichtiger Mitgliedsunternehmen besteht. Hauptamtlicher Geschäftsführer ist Michael Harms. Die rund 29 Mitarbeiter in der Berliner Geschäftsstelle in der Gertraudenstraße 20 verteilen sich auf insgesamt fünf Regionaldirektionen (Mittelosteuropa, Osteuropa, Russland, Südosteuropa und Zentralasien), sowie auf Abteilungen für Presse und Kommunikation, Veranstaltungsmanagement und Personal. Das Büro in Hamburg dient der Betreuung von Mitgliedsunternehmen im norddeutschen Raum und für die inhaltliche Betreuung der Themen Logistik/Verkehrsinfrastruktur und Gesundheitswirtschaft.